# ベーカールー線
ベーカールー線（ベーカールーせん、英語: Bakerloo Line）は、ロンドン地下鉄の路線のひとつで、路線図上では茶色の線で示される。ロンドンの南東部のエレファント&キャッスル駅から北西部のハーロウ&ウィールドストーン駅までを、シールドトンネル路線及び地上路線区間で結んでいる。全25駅中、15駅が地下にある。ベーカールー線はロンドン地下鉄で7番目に乗客の多い路線で、各駅のホーム全長は110mである。

## 歴史
この路線は、当初ベーカーストリート・アンド・ウォータールー鉄道 (Baker Street & Waterloo Railway) と呼ばれ、ロンドン地下電気鉄道によってベーカー･ストリート - ランベス・ノース (後にケニントン・ロードに改名)間が建設され、1906年3月10日に開業した。この路線は5ヵ月後の同年8月5日にエレファント&キャッスルまで延伸された。省略名の「ベーカールー」が広く通用していたため、1906年7月に正式名称もベーカールー線に変更された。 
1898年7月にベーカールー線の建設が始まった際、鉱業起業家・企業起業家であるワイテイカー・ライト が資金を提供したが、彼は関係した金融手続で違法行為を犯し、1904年に有罪を宣告された後に王立裁判所で衝撃的な自殺をした。ライトの脱落により建設は数ヶ月停止し、チャールズ・ヤークスと関連企業が参入、残りの区間を買収することで工事が再開された。1913年までに、ベーカールー線は当初の北側の終点であったベイカー・ストリート駅から西方向に、グレート・セントラル鉄道との乗換駅となるメリルボーン駅、新駅のエッジウェア・ロード駅の2駅を経由し、グレート・ウェスタン鉄道との乗換駅となるパディントン駅まで延伸した。

### ワットフォード支線
1915年、ベーカールー線はクイーンズ・パーク駅まで延伸し、LNWRの本線（現在のウェスト・コースト本線 と並走するロンドン&ノース・ウェスタン鉄道 (LNWR) の直流(DC)電化路線、(現在のワットフォードDC線）と線路を接続し、ワットフォード・ジャンクション駅までの直通運転を開始した。ワットフォードまでのベーカールー線直通運転は、1960年代に運行本数が削減され、1982年にストーンブリッジ・パーク駅より北への直通運転が廃止された。
ストーンブリッジ・パーク - ハーロウ&ウィールドストーン駅間の直通運転は1984年より徐々に再開され、1989年には終日運行となった。ベーカールー線の列車は、ユーストン駅からのロンドン・オーバーグラウンドとクイーンズ・パーク駅 - ハーロウ&ウィールドストーン駅間で線路を共有している。

### スタンモア支線
1930年代、メトロポリタン線のベーカー・ストリート駅 - フィンチリー・ロード駅間の線路容量飽和に起因する混雑が問題となった。この問題を解決するため、ベーカー・ストリート駅のベーカールー線ホーム - フィンチリー・ロード駅間の新トンネル建設、この新トンネル区間へのセント・ジョンズ・ウッド、スイス・コテージ両駅の設置、新トンネル並行区間のメトロポリタン線の3駅（ローズ駅、マールボロ・ロード駅、スイス・コテージ駅）の廃止を含むニュー・ワークス・プログラムが実行された。このプログラム自体はこの新トンネル建設にとどまらず、ロンドン地下鉄全域に及ぶ包括的なものである。
ベーカールー線は1939年11月20日に、メトロポリタン線のスタンモア駅までの運行を引き継いだ。この支線は、ベーカー・ストリート駅でベーカールー線の2支線が合流することによって生じる混雑解決のため、ベーカー・ストリート - チャリング・クロス間に建設された新線にスタンモア支線を接続し、ジュビリー線として1979年5月1日にベーカールー線から分離された。

### キャンバーウェル 延伸線
ベーカールー線南端のエレファント&キャッスルからキャンバーウェル及びデンマーク・ヒルへの延伸が「1931年ロンドン・メトロポリタン・ディストリクト&セントラル電気鉄道会社計画」が提案され、1931年に認可された。この計画は第2次世界大戦前に着工される事はなかったが、1940年特別立法
により1947年に認可が更新されている。この延伸線は1949年版までのロンドン地下鉄路線図に記載されているが、建設にはいたらなかった。ワーウィック・アヴェニュー駅には1990年代までベーカールー線南行の行先として「キャンバーウェル」が記載されていた。

### 給電
ベーカールー線は開業から1917年まで、ベーカールー線が電源をディストリクト鉄道と共有していたために起こった問題を解決するため給電用レールの極性が他の路線とは逆、外側レールがマイナス、中央レールがプラスになっていた。ベーカールー線では外側の給電用レールがトンネル壁に漏電する問題を起こしていた一方、ディストリクト線では中央レールが漏電問題を抱えていたため、ベーカールー線の極性を逆にすることで両路線でマイナスが漏電するよう対策された。1917年、LNWRがユーストン - ワットフォード・ジャンクション間の新線を開通させた際、ベーカールー線がクイーンズ・パーク駅から北の路線を共有する可能性があったことから、ベーカールー線とディストリクト線の給電が分離され、ベーカールー線の給電用レールの極性が通常と同様に戻された。

### 100周年
ベーカールー線は2006年3月10日に開業100周年を迎え、各種記念行事が行われた。

## 将来の計画

### ワットフォード・ジャンクション駅への直通再開
2006年2月にユーストン - ワットフォード間の直流電化路線の管理を政府からロンドン交通局に移管する決定が下されたことにより、ベーカールー線北部の運行がロンドン・オーバーグラウンドの一部であるノース・ロンドン鉄道の改変と同時に変更される可能性がある 。
1982年に廃止されたワットフォード・ジャンクションまでの区間を、2026年までに再延伸することが計画されている。

### キャンバーウェル延伸計画
1949年に計画されたベーカールー線のキャンバーウェル延伸計画は2006年にロンドン市長ケン・リヴィングストーンが20年以内の延伸を示唆したことで復活した。この計画は具体的な公約を伴うものではなく、提案の段階でしかない。ロンドン交通局の2025年までの長期計画にはノーザン線を2つの独立した路線とする構想が含まれる。この計画では現在のチャリング・クロス支線をケニントン止まりとし、この路線をキャンバーウェルを含む南東方向に延伸する構想になっており、これが実現すればベーカールー線キャンバーウェル延伸は不要となる。

## 車両

### 過去の車両

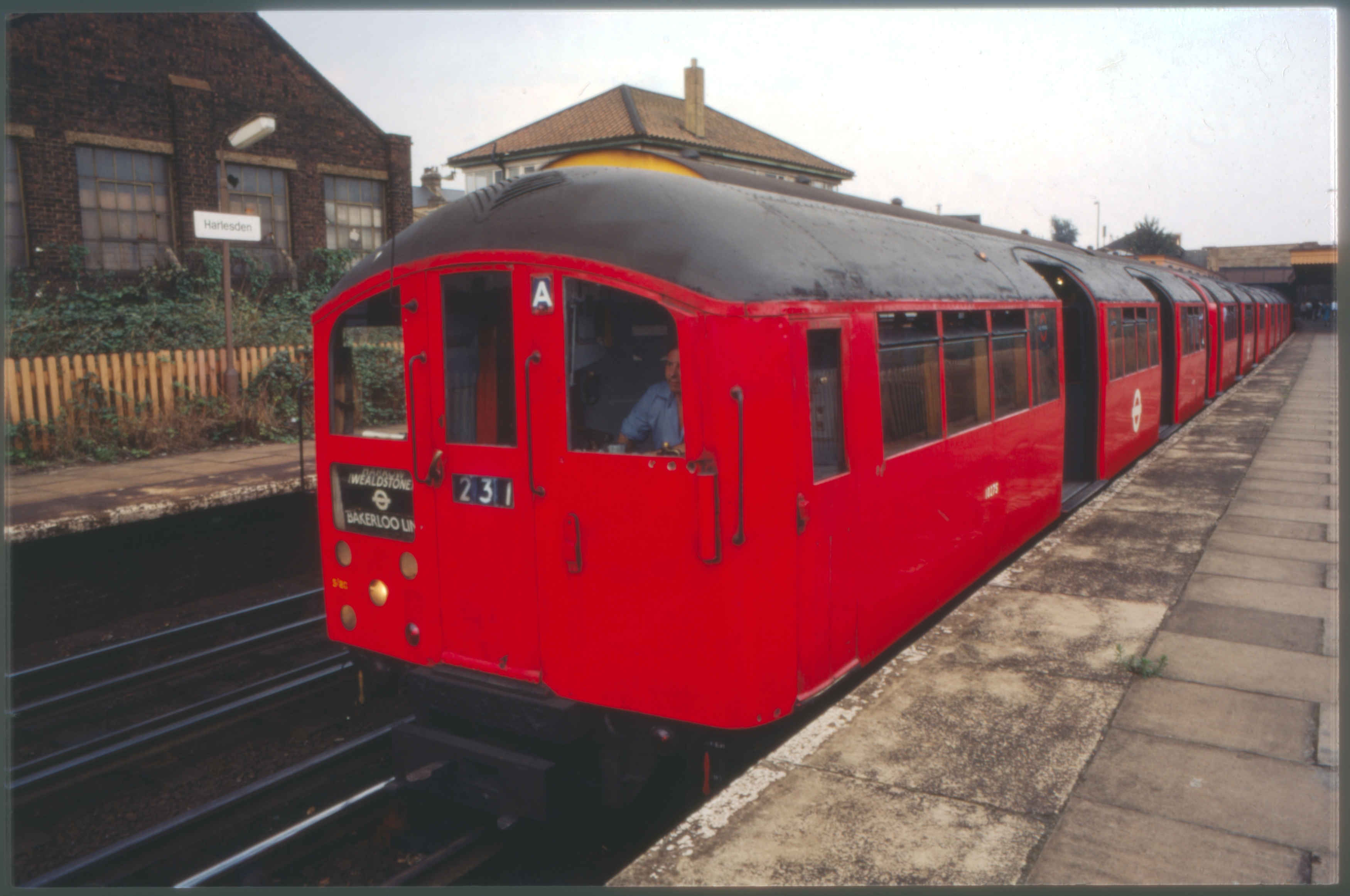
ベーカールー線の1938形電車。ハールスデン駅にて

1906年の開業時にはマンチェスターのトラフォード・パークで製造された1906形(ゲート形)電車が使用され、ついでクイーンズ・パークへの延伸にあわせてブラッシュ・トラクション社で10両、リーズ・フォージ社で2両の1914形電車が製造された。
クイーンズパーク以北への運行用としてメトロポリタン車両で72両が追加された。この車両はLNWR(後のLMS)とロンドン地下鉄の双方が所有したため、ジョイント形と呼ばれ、LNWRの標準塗装が施された。この車両には空気式のドアが装備されず、信頼性に問題があったためごく一部がLMSで引き続き運用されたほかは1930年にロンドン地下鉄スタンダード形電車に置き換えられた。1930年代の一時期、ワットフォード方面の電車には識別のため窓付近に青帯が巻かれていた。
1919年にピカデリー線用としてキャメル・レアド社で製造された車両の一部が1932年にベーカールー線に転用された。この車両はロンドン地下鉄で初めて空気式自動ドアを採用した車両である。この車両と、当時在籍していたその他の車両群は後にスタンダード形に置き換えられ、スタンダード形は1938形と1949形に置き換えられた。
1972形新製投入によって1949形全車と1938形の一部が置き換えられ、以降1938形電車、1972形電車で運行された。スタンモア支線がジュビリー線として分離された1979年以降1972形はジュビリー線用となり、ベーカールー線は1938形のみで運行された。1983年から1938形電車は他線から転用された1959形電車に置き換えられたが、程なくジュビリー線への1983形電車投入で捻出された1972形電車が転用されて1959形も置き換えられた。1938形電車は1985年11月20日に運行を終了、1959形電車はノーザン線に転用された。

### 現在の車両

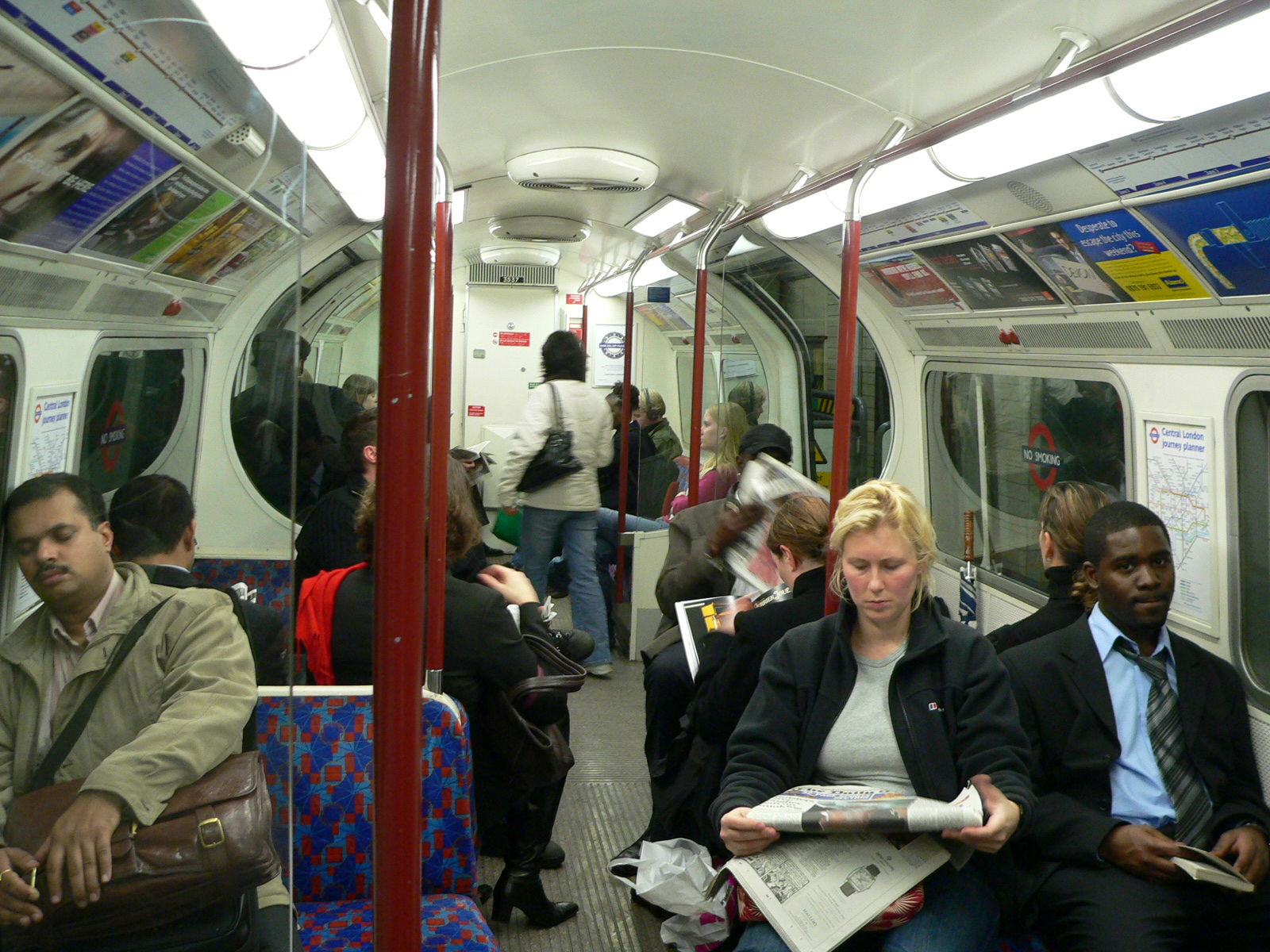
ベーカールー線車内

ベーカールー線ではジュビリー線への1983形電車導入で捻出された1972形電車2次車が運用され、ストーンブリッジ車両基地で保守が行われている。
ベーカールー線の車両には白地に下部青、前面及び客用ドア部赤のロンドン地下鉄標準塗装が施され、ロンドン地下鉄の2種類の車両サイズのうち、小断面のシールドトンネルにあわせた小型の車両が使用されている。内装は1990年から1994年にかけて更新され、座席も青系のものに交換された。一部車両はセミクロスシート、残りの車両はロングシートである。1972形の置き換え予定は度々延期され、現在は2033年となっている。

## 路線図
路線図はロンドン交通局の公式サイトからダウンロードできる。

## 駅

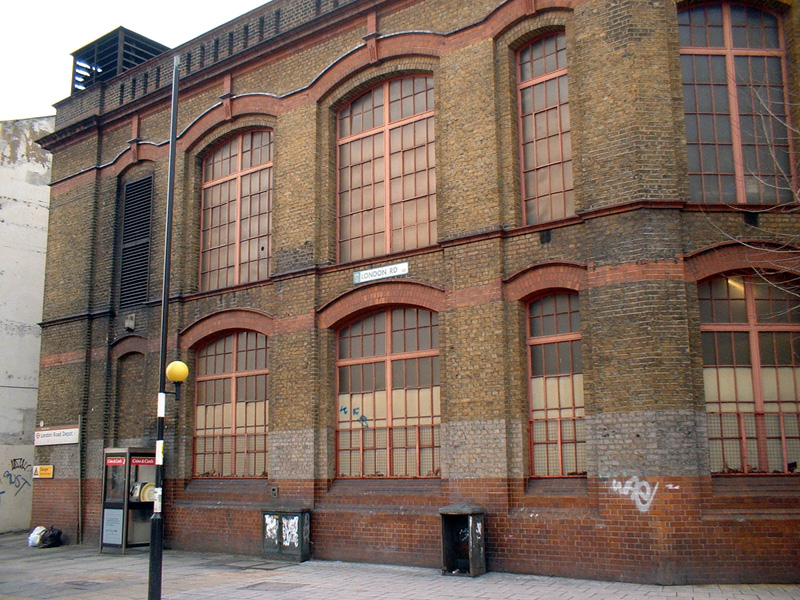
ベーカールー線ロンドン・ロード車両基地

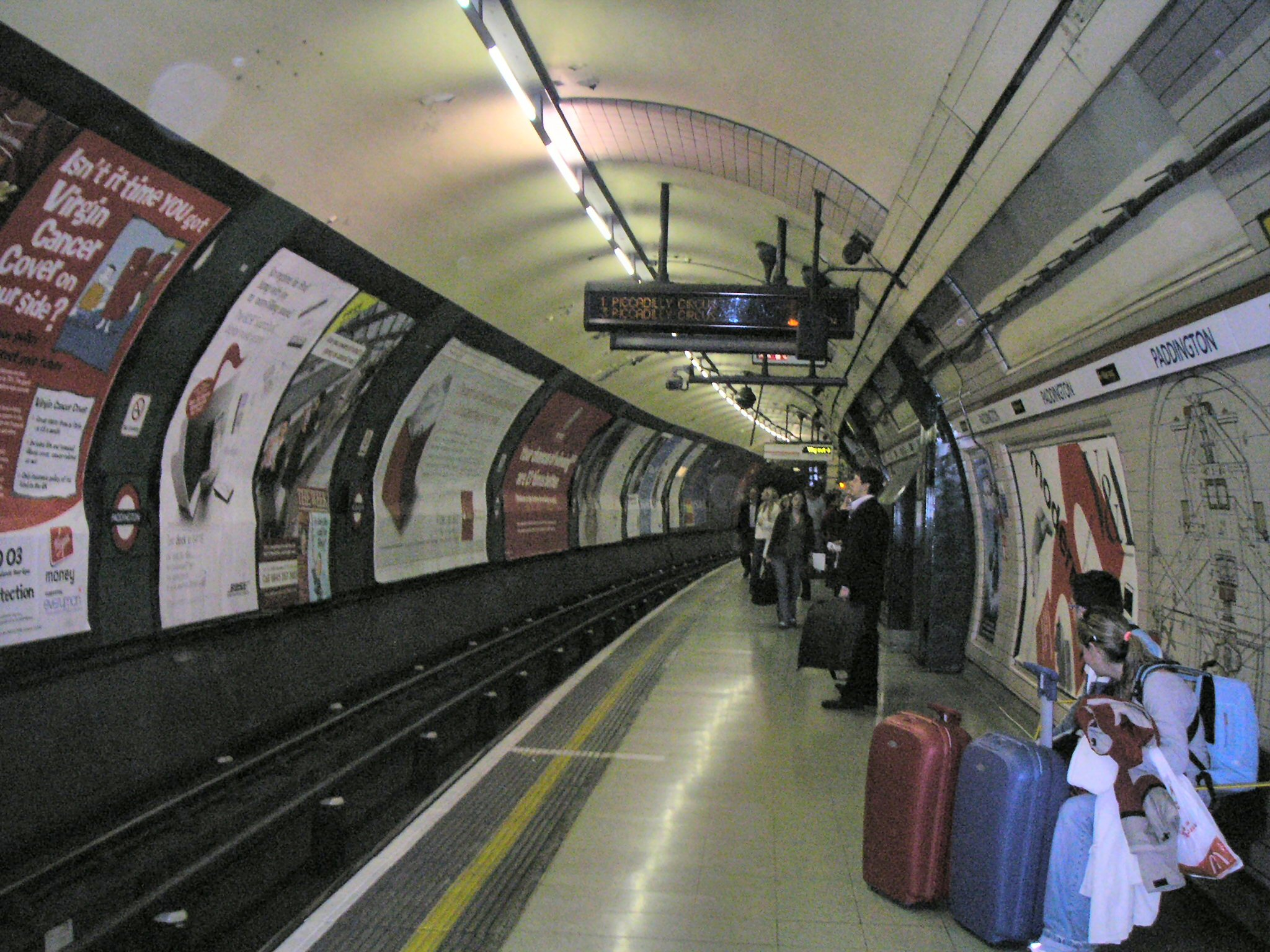
パディントン駅ベーカール線南行ホーム

注記　かつてのスタンモア支線の駅についてはジュビリー線 の記事を参照のこと。
| 駅名                                            | 写真 | 開業年月日    | 備考 |
| ----------------------------------------------- | ---- | ------------- | --- |
| ハーロウ&ウィールドストーン Harrow & Wealdstone |      | 1917年4月16日 | 乗入中止: 1982年9月24日 運転再開:1984年6月4日 |
| ケントン Kenton                                 |      | 1917年4月16日 | 乗入中止: 1982年9月24日 運転再開:1984年6月4日 |
| サウス・ケントン South Kenton                   |      | 1933年7月3日  | 乗入中止: 1982年9月24日 運転再開:1984年6月4日 |
| ノース・ウェンブリー North Wembley              |      | 1917年4月16日 | 乗入中止: 1982年9月24日 運転再開:1984年6月4日 |
| ウェンブリー・セントラル Wembley Central        |      | 1917年4月16日 | ウェンブリー・セントラル(サドバリー方面)(Wembley Central for Sudbury)として開業、1948年7月5日改名。乗入中止: 1982年9月24日 運転再開:1984年6月4日                |
| ストーンブリッジ・パーク Stonebridge park       |      | 1917年8月1日  | |
| ハールズデン Harlesden                          |      | 1917年4月16日 | |
| ウィルズデン・ジャンクション Willesden Junction |      | 1915年5月10日 | |
| ケンサル・グリーン Kensal Green                 |      | 1916年10月1日 | |
| クイーンズ・パーク Queen's Park                 |      | 1915年2月11日 | |
| キルバーン・パーク Kilburn Park                 |      | 1915年1月31日 | |
| メイダ・ヴェール Maida Vale                     |      | 1915年6月6日  | |
| ワーウィック・アヴェニュー Warwick Avenue       |      | 1915年1月31日 | |
| パディントン Paddington ( ヒースロー方面乗換)   |      | 1913年12月1日 | |
| エッジウェア・ロード Edgware Road               |      | 1907年6月15日 | 2013年12月までエレベーター交換のため休業。 |
| メリルボーン Marylebone                         |      | 1907年3月27日 | Great Central駅として開業、1917年4月15日改称 |
| ベーカー・ストリート Baker Street               |      | 1906年3月10日 | |
| リージェンツ・パーク Regent's Park              |      | 1906年3月10日 | |
| オックスフォード・サーカス Oxford Circus        |      | 1906年3月10日 | |
| ピカデリー・サーカス Piccadilly Circus          |      | 1906年3月10日 | |
| チャリング・クロス Charing Cross                |      | 1906年3月10日 | |
| エンバンクメント Embankment                     |      | 1906年3月10日 | |
| ウォータールー Waterloo                         |      | 1906年3月10日 | |
| ランベス・ノース Lambeth North                  |      | 1906年3月10日 | ケニントン・ロード(Kennington Road)として開業、1906年8月5日ウェストミンスター・ブリッジ・ロード(Westminster Bridge Road)に、1917年4月15日ランベス・ノースに改名 |
| エレファント&キャッスル Elephant & Castle       |      | 1906年8月5日  | |

### 過去の駅

#### ワットフォード支線
1917年から1982年まで、ベーカールー線の列車はハーロウ&ウィールドストーンの先の直流電化区間、ワットフォードジャンクションまで乗り入れていた。この区間のその後ロンドン・オーバーグラウンドにより運行されている。
| 駅名                                                  | 開業          | 廃止          | 備考 |
| ----------------------------------------------------- | ------------- | ------------- | --- |
| ワットフォード・ジャンクション Watford Junction       | 1917年4月16日 | 1982年9月16日 | |
| ワットフォード・ハイ・ストリート駅Watford High Street | 1917年4月16日 | 1982年9月24日 | |
| ブッシー&オクセイ Bushey & Oxhey                      | 1917年4月16日 | 1982年9月24日 | 1974年5月6日ブッシー(Bushey)へ改名                                                                          |
| カーペンターズ・パーク Carpenders Park                | 1919年4月5日  | 1982年9月24日 | 1952年11月16日利用停止、1952年12月17日移転して再開                                                          |
| ピナー&ハッチ・エンド Pinner & Hatch End              | 1917年4月16日 | 1982年9月24日 | 1920年2月1日ハッチ・エンド(ピナー方面)(Hatch End (for Pinner))に改名、1956年ハッチ・エンド(Hatch End)に改名 |
| ヘッドストーン・レーン Headstone Lane                 | 1917年4月16日 | 1982年9月24日 | |

#### スタンモア支線
スタンモア支線はメトロポリタン鉄道（現・メトロポリタン線）によって建設され、1939年にベーカールー線に転換された。その後1979年5月1日にジュビリー線となっている。この支線はベーカーストリート駅でベーカールー線本線と接続していた。
- スタンモア(Stanmore)
- キャノン・パーク(Canons Park)
- クイーンズベリーQueensbury
- キングスベリー(Kingsbury)
- ウエンブリー・パーク(Wembley Park)
- ニーズデン(Neasden)
- ドリス・ヒル(Dollis Hill)
- ウィルズデン・グリーン(Willesden Green)
- キルバーン(Kilburn)
- ウェスト・ハムステッド(West Hampstead)
- フィンチリー・ロード(Finchley Road)
- スイス・コテージ(Swiss Cottage)
- セント・ジョンズ・ウッド(St. John's Wood)

## 車両基地
ベーカールー線には3つの車両基地があり、国鉄の発電所跡に1978年4月9日に開設されたストーンブリッジ・パークの車両保守施設併設のものが最大である。開業時からのロンドン・ロード車両基地(ランベス駅近く)もクイーンズ・パーク駅北に1915年に開設された車両基地とあわせ現在も使用されている。クイーンズパーク車両基地はロンドン地下鉄で唯一営業列車が内部を通過する車両基地である。
ベーカールー線がワットフォードまで運転されていた時代にはクロックスリー・グリーンにも車両基地があったが、1985年に廃止されている。